# Campionati del mondo di atletica leggera 2011 - Lancio del disco femminile
La competizione si è svolta su due giorni: qualificazioni la mattina del 27 agosto e finale la sera del 28 agosto 2011.

## Podio
| Pos.    | Atleta          | Nazionalità | Misura  |
| ------- | --------------- | ----------- | ------- |
| Oro     | Yanfeng Li      | Cina        | 66,52 m |
| Argento | Nadine Müller   | Germania    | 65,97 m |
| Bronzo  | Yarelis Barrios | Cuba        | 65,73 m |

## Situazione pre-gara

### Record
Prima di questa competizione, il record del mondo (RM) e il record dei campionati (RC) erano i seguenti.
| Record                | Prestazione | Atleta                        | Data                                       | Competizione              |
| --------------------- | ----------- | ----------------------------- | ------------------------------------------ | ------------------------- |
| Record mondiale       | 76,80 m     | Gabriele Reinsch Germania Est | 9 luglio 1988 Neubrandenburg, Germania Est |                           |
| Record dei campionati | 71,62 m     | Martina Hellmann Germania Est | 31 agosto 1987 Roma, Italia                | Campionati del mondo 1987 |

### Campionesse in carica
Le campionesse in carica, a livello mondiale e continentale, erano:
| Campionessa | Atleta                              | Prestazione | Data                              | Competizione                |
| ----------- | ----------------------------------- | ----------- | --------------------------------- | --------------------------- |
| Olimpica    | Stephanie Brown Trafton Stati Uniti | 64,74 m     | 18 agosto 2008 Pechino, Cina      | Giochi della XXIX Olimpiade |
| Mondiale    | Dani Samuels Australia              | 66,61 m     | 21 agosto 2009 Berlino, Germania  | Campionati del mondo 2009   |
| Europea     | Sandra Perković Croazia             | 64,67 m     | 28 luglio 2010 Barcellona, Spagna | Campionati europei 2010     |

### La stagione
Prima di questa gara, le atlete con le migliori tre prestazioni dell'anno erano:
| # | Atleta                  | Prestazione | Data                               |
| - | ----------------------- | ----------- | ---------------------------------- |
| 1 | Yanfeng Li Cina         | 67,98 m     | 5 giugno 2011 Schönebeck, Germania |
| 2 | Sandra Perković Croazia | 67,96 m     | 26 febbraio 2011 Spalato, Croazia  |
| 3 | Nadine Müller Germania  | 66,05 m     | 21 maggio 2011 Halle, Germania     |

Altre quattro atlete hanno lanciato sopra i 64,00 m.

## Qualificazioni
La qualificazione si è svolta, con le atlete divise in due gruppi (A e B), a partire rispettivamente dalle 10:05 e 11:25 del 27 agosto 2011.

L'accesso alla finale è riservato alle concorrenti con una misura di almeno 62,00 m o, alle prime dodici atlete della qualificazione.
| Pos | Gruppo | Atleta                    | Paese          | 1ª prova | 2ª prova | 3ª prova | Risultato | Note |
| --- | ------ | ------------------------- | -------------- | -------- | -------- | -------- | --------- | ---- |
| 1   | A      | Nadine Müller             | Germania       | 65,51 m  |          |          | 65,51 m   | Q    |
| 2   | B      | Yanfeng Li                | Cina           | x        | 64,44 m  |          | 64,44 m   | Q    |
| 3   | A      | Yarelis Barrios           | Cuba           | 63,80 m  |          |          | 63,80 m   | Q    |
| 4   | B      | Żaneta Glanc              | Polonia        | 59,48 m  | 63,44 m  |          | 63,44 m   | Q    |
| 5   | A      | Jian Tan                  | Cina           | 62,26 m  |          |          | 62,26 m   | Q    |
| 6   | B      | Stephanie Brown Trafton   | Stati Uniti    | 61,89 m  | x        | 59,87 m  | 61,89 m   | q    |
| 7   | A      | Zinaida Sendriūtė         | Lituania       | x        | 56,61 m  | 61,72 m  | 61,72 m   | q    |
| 8   | A      | Dragana Tomašević         | Serbia         | 60,45 m  | x        | x        | 60,45 m   | q    |
| 9   | B      | Denia Caballero           | Cuba           | x        | 52,93 m  | 60,36 m  | 60,36 m   | q    |
| 10  | B      | Nicoleta Grasu            | Romania        | 60,13 m  | 58,25 m  | 59,58 m  | 60,13 m   | q    |
| 11  | A      | Dani Samuels              | Australia      | 59,77 m  | 60,05 m  | 59,98 m  | 60,05 m   | q    |
| 12  | B      | Aretha Thurmond           | Stati Uniti    | 59,88 m  | x        | 59,48 m  | 59,88 m   |      |
| 13  | A      | Xuejun Ma                 | Cina           | 55,80 m  | 59,34 m  | 59,71 m  | 59,71 m   |      |
| 14  | A      | Gia Lewis-Smallwood       | Stati Uniti    | x        | 56,91 m  | 59,49 m  | 59,49 m   |      |
| 15  | A      | Natalija Fokina-Semenova  | Ucraina        | 56,73 m  | 55,16 m  | 58,27 m  | 58,27 m   |      |
| 16  | B      | Monique Jansen            | Paesi Bassi    | 58,23 m  | 58,06 m  | 57,96 m  | 58,23 m   |      |
| 17  | A      | Andressa de Morais        | Brasile        | x        | 44,41 m  | 57,93 m  | 57,93 m   |      |
| 18  | B      | Kazai Suzanne Kragbé      | Costa d'Avorio | 57,55 m  | 55,75 m  | x        | 57,55 m   |      |
| 19  | B      | Kateryna Karsak           | Ucraina        | 57,54 m  | x        | 57,29 m  | 57,54 m   |      |
| 20  | B      | Harwant Kaur              | India          | 55,50 m  | 56,49 m  | 52,98 m  | 56,49 m   |      |
| 21  | B      | Elisângela Adriano        | Brasile        | 56,28 m  | 53,70 m  | 56,45 m  | 56,45 m   |      |
| 22  | A      | Věra Pospíšilová-Cechlová | Rep. Ceca      | 53,87 m  | 51,52 m  | x        | 53,87 m   |      |
| 23  | B      | Karen Gallardo            | Cile           | 51,32 m  | 52,33 m  | 53,69 m  | 53,69 m   |      |
|     | A      | Dar'ja Piščal'nikova      | Russia         |          |          |          | dq        |      |

## Finale
La finale si è svolta a partire dalle 19:15 del 28 agosto 2011 ed è terminata dopo un'ora circa.

Le migliori 8 classificate dopo i primi tre lanci accedono ai tre lanci di finale.
| #       | Atleta                  | Nazionalità | 1ª prova | 2ª prova | 3ª prova | 4ª prova | 5ª prova | 6ª prova | Misura  | Note                                     |
| ------- | ----------------------- | ----------- | -------- | -------- | -------- | -------- | -------- | -------- | ------- | ---------------------------------------- |
| Oro     | Yanfeng Li              | Cina        | 65,28 m  | 66,52 m  | 65,50 m  | 64,32 m  | 64,34 m  | 63,83 m  | 66,52 m |                                          |
| Argento | Nadine Müller           | Germania    | 65,06 m  | 65,97 m  | 64,08 m  | 62,55 m  | x        | x        | 65,97 m |                                          |
| Bronzo  | Yarelis Barrios         | Cuba        | x        | 61,87 m  | 65,73 m  | 63,93 m  | x        | 63,90 m  | 65,73 m | Miglior prestazione personale stagionale |
| 4       | Żaneta Glanc            | Polonia     | 63,91 m  | 62,30 m  | 63,11 m  | 62,69 m  | 62,17 m  | 60,32 m  | 63,91 m |                                          |
| 5       | Stephanie Brown Trafton | Stati Uniti | 60,20 m  | 60,97 m  | 60,24 m  | 63,85 m  | 60,26 m  | x        | 63,85 m |                                          |
| 6       | Jian Tan                | Cina        | 60,46 m  | 61,44 m  | 61,79 m  | 62,96 m  | x        | 61,12 m  | 62,96 m |                                          |
| 7       | Dragana Tomašević       | Serbia      | 62,26 m  | 58,97 m  | 62,48 m  | x        | 59,03 m  | 58,63 m  | 62,48 m | Miglior prestazione personale stagionale |
| 8       | Nicoleta Grasu          | Romania     | 57,95 m  | 60,34 m  | 62,08 m  | 60,79 m  | 60,45 m  | 60,72 m  | 62,08 m |                                          |
| 9       | Denia Caballero         | Cuba        | 60,73 m  | 60,46 m  | x        |          |          |          | 60,73 m |                                          |
| 10      | Dani Samuels            | Australia   | 58,08 m  | 59,14 m  | x        |          |          |          | 59,14 m |                                          |
| 11      | Zinaida Sendriūtė       | Lituania    | x        | 57,30 m  | 53,53 m  |          |          |          | 57,30 m |                                          |
|         | Dar'ja Piščal'nikova    | Russia      |          |          |          |          |          |          | dq      |                                          |